# Persone di nome Edward/Calciatori
| Questa pagina contiene informazioni ricavate automaticamente dalle voci biografiche con l'ausilio del template Bio e di un bot. L'aggiornamento è periodico e automatico e ricostruisce completamente la pagina. Se manca una persona in questa lista, sei pregato di non aggiungerla, ma accertati piuttosto che la sua voce biografica contenga il template Bio e che i dati anagrafici siano correttamente compilati. Se il template Bio manca, inseriscilo tu stesso o, in alternativa, metti l'avviso {{tmp\|Bio}} che ne segnala la mancanza. Se i dati riportati sono sbagliati, correggi direttamente la voce biografica; le modifiche saranno visibili in questa lista entro pochi giorni. Per chiarimenti vedi il progetto antroponimi. La lista contiene solo le 61 persone che sono citate nell'enciclopedia e per le quali è stato implementato correttamente il template Bio. Pagina aggiornata al 22 lug 2025. |

Questa è una lista di persone presenti nell'enciclopedia che hanno il nome Edward e sono calciatori.

## A(5)
- Edward Acevedo Cruz, ex calciatore dominicano (Santo Domingo, n. 1985)
- Edward Acquah, calciatore ghanese (n. 1935 - † 2011)
- Edward Aggrey-Fynn, calciatore e allenatore di calcio ghanese (n. 1934 - † 2005)
- Edward Aquilina, calciatore e allenatore di calcio maltese (n. 1945 - † 2021)
- Edward Azzopardi, ex calciatore maltese (n. 1977)

## B(7)
- Eddie Baily, calciatore inglese (Londra, n. 1925 - Welwyn Garden City, † 2010)
- Andrés Barboza, calciatore uruguaiano (Montevideo, n. 1994)
- Ted Birnie, calciatore e allenatore di calcio inglese (Sunderland, n. 1878 - Southend-on-Sea, † 1935)
- Teddy Bishop, calciatore inglese (Cambridge, n. 1996)
- Edward Bosnar, calciatore australiano (Sydney, n. 1980)
- Edward Boye, ex calciatore ghanese (n. 1948)
- Ted Burgin, calciatore inglese (Bradfield, n. 1927 - † 2019)

## C(8)
- Edward Cecot, ex calciatore polacco (Stettino, n. 1974)
- Edward Cedeño, calciatore panamense (Panama, n. 2003)
- Edward Chilufya, calciatore zambiano (Kasama, n. 1999)
- Edward Christian, calciatore inglese (Malvern, n. 1858 - † 1934)
- Edward Clear, ex calciatore statunitense (Saint Louis, n. 1944)
- Eddie Colman, calciatore inglese (Salford, n. 1936 - Monaco di Baviera, † 1958)
- Eddie Connachan, calciatore scozzese (Prestonpans, n. 1935 - † 2021)
- Terry Curran, ex calciatore inglese (Hemsworth, n. 1955)

## D(4)
- Edward Darmanin, ex calciatore maltese (n. 1945)
- Edward Dierkes, calciatore statunitense (St. Louis, n. 1886 - Kirkwood, † 1955)
- Edward Dobbie, calciatore e arbitro di calcio inglese (n. 1880)
- Ted Drake, calciatore, allenatore di calcio e crickettista britannico (Southampton, n. 1912 - Londra, † 1995)

## F(1)
- Ted Fenton, calciatore e allenatore di calcio inglese (Londra, n. 1914 - Leicester, † 1992)

## G(1)
- Eddie Gustafsson, ex calciatore statunitense (Filadelfia, n. 1977)

## H(6)
- Edward Hall, ex calciatore inglese (Liverpool, n. 1946)
- Ted Harper, calciatore inglese (Sheerness, n. 1901 - † 1959)
- Ed Hart, calciatore statunitense (St. Louis, n. 1903 - St. Louis, † 1974)
- Edward Haygarth, calciatore inglese (Cirencester, n. 1854 - † 1915)
- Colin Hendry, ex calciatore e allenatore di calcio scozzese (Keith, n. 1965)
- Edward Herrera, ex calciatore maltese (Pietà, n. 1986)

## J(3)
- Edward Abraham Johnson, ex calciatore statunitense (Daytona Beach, n. 1984)
- Edward William Johnson, ex calciatore inglese (Chester, n. 1984)
- Edward Johnson, calciatore inglese (Stoke-on-Trent, n. 1859 - Stoke-on-Trent, † 1901)

## K(2)
- Edward Kpodo, ex calciatore ghanese (Tema, n. 1990)
- Eddie Nketiah, calciatore inglese (Lewisham, n. 1999)

## L(5)
- Eddie Lewis, ex calciatore statunitense (Cerritos, n. 1974)
- Ned Liddle, calciatore e allenatore di calcio inglese (Sunderland, n. 1878 - Londra, † 1968)
- Edward Linskens, ex calciatore olandese (Venray, n. 1968)
- Eddie Lowe, calciatore e allenatore di calcio inglese (Halesowen, n. 1925 - Nottingham, † 2009)
- Edward Lyttelton, calciatore inglese (n. 1855 - † 1942)

## M(8)
- Ted MacDougall, ex calciatore scozzese (Inverness, n. 1947)
- Edward Madejski, calciatore polacco (Cracovia, n. 1914 - Bytom, † 1996)
- Edward McCallion, ex calciatore nordirlandese (Derry, n. 1979)
- Eddie McCreadie, ex calciatore e allenatore di calcio scozzese (Glasgow, n. 1940)
- Edward McGinty, calciatore irlandese (Motherwell, n. 1999)
- Ed McIlvenny, calciatore scozzese (Greenock, n. 1924 - Eastbourne, † 1989)
- Eric Morris, calciatore gallese (Mold, n. 1940 - Wrexham, † 2011)
- Edward Motale, ex calciatore sudafricano (n. 1966)

## O(1)
- Edward Ofere, ex calciatore nigeriano (Enugu, n. 1986)

## P(2)
- Ted Phillips, calciatore inglese (Gromford, n. 1933 - † 2018)
- Ted Purdon, calciatore sudafricano (Johannesburg, n. 1930 - Toronto, † 2007)

## S(3)
- Ted Sagar, calciatore inglese (Moorends, n. 1910 - † 1986)
- Ed Souza, calciatore statunitense (Fall River, n. 1921 - Rhode Island, † 1979)
- Edward Szymkowiak, calciatore polacco (Katowice, n. 1932 - Bytom, † 1990)

## U(1)
- Dennis Uphill, calciatore inglese (Bath, n. 1931 - Watford, † 2007)

## W(3)
- Edward Wade, calciatore inglese
- Edward Dixon, ex calciatore liberiano (Monrovia, n. 1976)
- Gordon Wright, calciatore inglese (Earlsfield Green, n. 1884 - Johannesburg, † 1947)

## Z(1)
- Edward Zenteno, calciatore boliviano (Cochabamba, n. 1984)